# Кожленски манастир
Кожленският манастир „Рождество Богородично“ (бивш „Свети Никола“) е български средновековен православен манастир, днес обител на Македонската православна църква, в Северна Македония.
По времето на управлението на Стефан Душан феодалният имот на църквата „Свети Никола“ граничи с крепостта над Кожле. Църквата е издигната на 1 километър южно от крепостта по това време и е частично взидана в пещера в каньона на река Пчиня. В 1352-1353 година цар Душан дава феодалното имение на Яков Серски, което след смъртта на митрополита трябва да попадне във владение на Архангеловия манастир в Призрен.
Манастирската църква се казва първоначално „Свети Никола“, но в XVI век е обновена като „Рождество Богородично“.